# Volker Oppitz
Volker Oppitz (* 6. prosince 1931, Nový Bor) je německý ekonom a matematik vysloužilý profesor Technické univerzity v Drážďanech. Jeho specializací je manažerského metody, ekonomická teorie, ekonomický proces, teorie rizik, sestavování rozpočtu a kontrola rozpočtu.

## Publikace
- Volker Oppitz, Volker Nollau: Taschenbuch der Wirtschaftlichkeitsrechnung. Quantitative Methoden der ökonomischen Analyse, Carl Hanser Verlag 2003, ISBN 978-3-446-22463-6
- Volker Oppitz: Gabler Lexikon Wirtschaftlichkeitsberechnung, Gabler-Verlag 1995, ISBN 978-3-409-19951-3